# Defender (arkadspel)

För bombroboten Defender, se bombrobot.  
Defender är ett arkadspel utvecklat av Williams Electronics 1980. Spelet är av shoot 'em up-karaktär där spelaren flyger ett rymdskepp på en horisontellt scrollande spelbana. Spelet programmerades av  Eugene Jarvis, Larry DeMar, Sam Dicker och Paul Dussault. Spelet blev mycket populärt när det kom och höll sig populärt genom hela 1980-talet.